# Joseph Van Daele
Joseph Van Daele (Wattrelos, Francia, 16 de diciembre de 1889-Amiens, Francia, 14 de febrero de 1948) fue un ciclista belga que fue profesional entre 1911 y 1926. Como el resto de ciclistas de su generación sufrió la Primera Guerra Mundial, la cual paró su carrera profesional. 
Durante su carrera consiguió 6 victorias, destacando la Lieja-Bastogne-Lieja de 1911 y el Campeón de Bélgica en ruta de 1913. Participó en 6 ediciones del Tour de Francia, acabando tres veces entre los 10 primeros y siendo la mejor clasificación la octava lograda el 1919.

## Palmarés
- 1911
  - 1.º en la Lieja-Bastogne-Lieja
  - 1.º en la Vuelta en Bélgica de los independientes
  - 1.º en el Amberes-Menen
- 1913
  - Campeón de Bélgica en ruta 
  - 1.º en el Tour del Henao
- 1921 
  - Vencedor de una etapa de la Vuelta en Bélgica

### Resultados al Tour de Francia
- 1912. Abandona (6.ª etapa)
- 1913. 9.º de la clasificación general
- 1919. 8.º de la clasificación general
- 1920. 10.º de la clasificación general
- 1922. Abandona (2.ª etapa)
- 1923. Abandona (7.ª etapa)